# Palais Moriggia
Le palais Moriggia (en italien : Palazzo Moriggia) est un palais néoclassique de la ville de Milan. 
Il abrite le Musée du Risorgimento

## Histoire
Le palais a été construit par Giuseppe Piermarini pour la famille Moriggia en 1775 sur une ancienne propriété de l'ordre des Umiliati.
Le marquis Giovanni Battista Moriggia, issu d'une famille noble originaire du Lac Majeur meurt sans héritier, ainsi le palais passe en 1787 aux comtes Besozzi, puis au ministre Alessandro Trivulzio (1773-1805). À l'époque napoléonienne l'édifice est le siège du Ministère des Affaires étrangères et de la Coopération internationale et ensuite du Ministère de la Guerre. 
En 1816 la propriété est acquise par la marquise Lucia Pallavicini de Crémone, puis après diverses cessions en 1900 elle passe à la famille De Marchi. Rosa De Marchi Curioni, restée veuve du naturaliste Marco De Marchi en fait la donation à la commune de Milan qui en fait le Musée du Risorgimento .

## Description
L'édifice présente une façade sur trois étages dont la partie centrale est composée sur le plan inférieur de lesenes doriques et  ioniques sur le supérieur, tandis que les extrémités sont à bugnato. 
Il portail d'entrée à arc est délimité par deux colonnes qui supportent un balcon à parapet. 
Le portail mène à une cour intérieure rectangulaire avec les côtés à portique dont les arcs sont délimités par des colonnes. Sur le côté droit de la cour se trouve l'escalier d'honneur. Les intérieurs sont décorés par le peintre Giuseppe Traballesi.